# Frances Tiafoe
Frances Tiafoe (født 20. januar 1998 i Hyattsville, Maryland, USA) er en professionel mandlig tennisspiller fra USA.